# Unione Sportiva Catanzaro 1929 2019-2020
Questa voce raccoglie le informazioni riguardanti l'Unione Sportiva Catanzaro 1929 nelle competizioni ufficiali della stagione 2019-2020.

## Stagione
La stagione 2019-2020 è per il Catanzaro la 28ª partecipazione alla terza serie del Campionato italiano di calcio. La stagione inizia con il ritiro, dal 13 al 27 luglio 2019, presso Moccone, frazione di Spezzano della Sila. L'esordio stagionale per i giallorossi avviene il 4 agosto in Coppa Italia, nella gara interna contro la Casertana, terminata 4 a 1 per i calabresi dopo i tempi supplementari. In campionato, il debutto c'è il 25 agosto 2019, al Ceravolo contro il Teramo, vincendo (2-1).
Dopo una serie di risultati altalenanti in campionato, (cinque vittorie, un pareggio e quattro sconfitte, e 7º posto in classifica), il 21 ottobre 2019 la società decide di esonerare il tecnico Gaetano Auteri, al suo posto gli subentra Gianluca Grassadonia, che viene esonerato il 24 gennaio 2020 dopo le sconfitte in casa con il Monopoli e in trasferta sul campo del Teramo, al suo posto ritorna il tecnico Gaetano Auteri. Il campionato viene sospeso dopo la trentesima giornata l'8 marzo, stante l'aggravarsi della pandemia da Covid-19, che non risparmia il mondo del calcio. Poi l'8 giugno il Consiglio Federale omologa il campionato, senza la disputa delle ultime otto giornate, con la promozione diretta della Reggina. Il Catanzaro chiude quindi il torneo con 43 punti in settima posizione. Disputa i Play-off, il 30 giugno supera il primo turno pareggiando (0-0) con il Teramo, perché ottavo in campionato. Con la stessa moneta viene eliminato nel secondo turno (1-1) con il Potenza, che supera il turno perché terzo in campionato.

## Organigramma societario
Organigramma societario tratto dal sito ufficiale.
Area direttiva
- Presidente: Floriano Noto
- Direttore sportivo: Pasquale Logiudice

Collegio Sindacale
- Presidente: Francesco Muraca
- Sindaco: Luciano Pirrò, Caterina Caputo
- Supplenti: Andrea Aceto, Francesco Leone

Area tecnica
- Allenatore: Gaetano Auteri, poi Gianluca Grassadonia, poi Gaetano Auteri
- Allenatore in seconda: Loreno Cassia, poi Pierluca Cincione, poi Loreno Cassia
- Allenatore Portieri: Luca Aprile
- Preparatori Atletici: Domenico Garcea, Giuseppe Talotta
- Team Manager: Lino Gallo

Area Medica
- Responsabili Staff Medico: Dott. Francesco de Santis
- Medici Sociali: Dott. Maurizio Caglioti, Dott. Giuseppe Stillo

## Divise e sponsor
Per la stagione 2019/2020 i Main Sponsor del Catanzaro saranno Coop Italia e Guglielmo Caffè, mentre lo sponsor tecnico sarà Erreà.
| Casa | Trasferta | Terza divisa |

## Rosa
Dal sito internet ufficiale della società.
| N. |                     | Ruolo | Calciatore              |
| -- | ------------------- | ----- | ----------------------- |
| 1  | Italia (bandiera)   | P     | Raffaele Di Gennaro     |
| 2  | Bulgaria (bandiera) | D     | Zhivko Atanasov         |
| 3  | Italia (bandiera)   | D     | Alessandro Favalli      |
| 4  | Italia (bandiera)   | C     | Mattia Maita (capitano) |
| 4  | Italia (bandiera)   | C     | Francesco Corapi        |
| 5  | Italia (bandiera)   | D     | Daniele Celiento        |
| 6  | Italia (bandiera)   | D     | Manuel Nicoletti        |
| 7  | Senegal (bandiera)  | A     | Mamadou Kanoute         |
| 8  | Italia (bandiera)   | C     | Francesco Urso          |
| 9  | Italia (bandiera)   | A     | Matteo Di Piazza        |
| 9  | Italia (bandiera)   | A     | Aimone Calì             |
| 10 | Italia (bandiera)   | A     | Luca Giannone           |
| 11 | Italia (bandiera)   | C     | Giuseppe Statella       |
| 12 | Italia (bandiera)   | P     | Rocco Mittica           |
| 13 | Italia (bandiera)   | C     | Simone Tascone          |
| 14 | Italia (bandiera)   | D     | Cristian Riggio         |
| 15 | Italia (bandiera)   | D     | Andrea Signorini        |

| N. |                         | Ruolo | Calciatore          |
| -- | ----------------------- | ----- | ------------------- |
| 16 | Uruguay (bandiera)      | D     | Edgar Elizalde      |
| 17 | Italia (bandiera)       | A     | Gabriele Novello    |
| 18 | Italia (bandiera)       | A     | Andrea Bianchimano  |
| 19 | Italia (bandiera)       | C     | Carlo De Risio      |
| 20 | Italia (bandiera)       | C     | Lorenzo Di Livio    |
| 21 | Italia (bandiera)       | A     | Manuel Fischnaller  |
| 22 | Lituania (bandiera)     | P     | Marius Adamonis     |
| 23 | Italia (bandiera)       | D     | Giuseppe Figliomeni |
| 24 | Italia (bandiera)       | A     | Giacomo Tulli       |
| 25 | Italia (bandiera)       | D     | Luca Martinelli     |
| 26 | Italia (bandiera)       | C     | Andrea Risolo       |
| 27 | Italia (bandiera)       | C     | Giacomo Casoli      |
| 28 | Italia (bandiera)       | A     | Francesco Nicastro  |
| 29 | Italia (bandiera)       | A     | Doudou Mangni       |
| 30 | Italia (bandiera)       | D     | Paride Pinna        |
| 31 | Italia (bandiera)       | D     | Danilo Quaranta     |
| 32 | RD del Congo (bandiera) | C     | Brian Bayeye        |

## Calciomercato

### Sessione estiva(dal 1/7 al 2/9)
| Acquisti | Acquisti            | Acquisti       | Acquisti   |
| R.       | Nome                | da             | Modalità   |
| -------- | ------------------- | -------------- | ---------- |
| C        | Francesco Urso      | Virtus Entella | definitivo |
| A        | Doudou Mangni       | Monopoli       | definitivo |
| D        | Luca Martinelli     | Foggia         | definitivo |
| C        | Lorenzo Di Livio    | Roma           | definitivo |
| C        | Andrea Risolo       | Bisceglie      | definitivo |
| A        | Aimone Calì         | Atalanta       | prestito   |
| A        | Francesco Nicastro  | Ternana        | definitivo |
| P        | Marius Adamonis     | Lazio          | prestito   |
| D        | Paride Pinna        | Casertana      | definitivo |
| D        | Edgar Elizalde      | Pescara        | prestito   |
| C        | Simone Tascone      | Pescara        | prestito   |
| A        | Gabriele Novello    | Glacis United  | definitivo |
| P        | Raffaele Di Gennaro | Inter          | definitivo |
| A        | Andrea Bianchimano  | Perugia        | prestito   |
| D        | Danilo Quaranta     | Ascoli         | prestito   |

| Cessioni | Cessioni              | Cessioni           | Cessioni      |
| R.       | Nome                  | a                  | Modalità      |
| -------- | --------------------- | ------------------ | ------------- |
| P        | Entonjo Elezaj        |                    | svincolato    |
| D        | Nikolaos Nikolopoulos |                    | svincolato    |
| C        | Andrea Repossi        | Ternana            | fine prestito |
| C        | Alvaro Iuliano        | Potenza            | definitivo    |
| P        | Jacopo Furlan         | Catania            | definitivo    |
| A        | Nicola Ciccone        | Pergolettese       | definitivo    |
| D        | Malick Lame           | Casertana          | definitivo    |
| C        | Shaka Mawuli Eklu     | SPAL               | fine prestito |
| D        | Francesco Pambianchi  | Virtus Francavilla | definitivo    |
| A        | Eugenio D'Ursi        | Napoli             | definitivo    |

### Sessione invernale(dal 2 gennaio al 31 gennaio)
| Acquisti | Acquisti | Acquisti | Acquisti |
| R.       | Nome     | da       | Modalità |
| -------- | -------- | -------- | -------- |

| Cessioni | Cessioni          | Cessioni  | Cessioni |
| R.       | Nome              | a         | Modalità |
| -------- | ----------------- | --------- | -------- |
| C        | Francesco Posocco | Clodiense | gratuito |

## Risultati

### Serie C

#### Girone di andata
| Arbitro: | Pashuku (Albano Laziale) |

|                                 |           |                     |
| Nicastro 17’ Kanoute 25’ (rig.) | Marcatori | 52’ (aut.) Celiento |

| Arbitro: | Carrione (Castellammare di Stabia) |

|                     |           |                 |
| De Risio 24’ (aut.) | Marcatori | 59’ Fischnaller |

| Arbitro: | D'Ascanio (Ancona) |

|  |           |             |
|  | Marcatori | 51’ Kanoute |

| Arbitro: | Gariglio (Pinerolo) |

|                                                       |           |             |
| Mėgelaitis 17’ (aut.) Kanoute 23’ Giannone 40’ (rig.) | Marcatori | 49’ Lescano |

| Arbitro: | Colombo (Como) |

|                     |           |              |
| Volpe 4’ Errico 34’ | Marcatori | 46’ De Risio |

| Arbitro: | Pascarella (Nocera Inferiore) |

|                      |           |  |
| Bianchimano 15’, 55’ | Marcatori |  |

| Arbitro: | De Santis (Lecce) |

|                             |           |            |
| L. Castaldo 17’ Starita 44’ | Marcatori | 57’ Casoli |

| Arbitro: | Tremolada (Monza) |

|                                              |           |             |
| Fischnaller 33’ Bianchimano 54’ Di Livio 84’ | Marcatori | 32’ Vázquez |

| Arbitro: | Paterna (Genova) |

|             |           |  |
| Corazza 88’ | Marcatori |  |

| Arbitro: | Santoro (Messina) |

|  |           |                               |
|  | Marcatori | 38’ Ferri Marini 68’ M. Ricci |

| Arbitro: | Rutella (Enna) |

|                        |           |  |
| Awua 12’ Antenucci 59’ | Marcatori |  |

| Arbitro: | Garofalo (Torre del Greco) |

|             |           |              |
| Kanoute 29’ | Marcatori | 27’ Morselli |

| Arbitro: | Meraviglia (Pistoia) |

|                                       |           |                    |
| Favallli 23’ Nicastro 29’ Kanoute 77’ | Marcatori | 44’ Di Paolantonio |

| Arbitro: | Perenzoni (Rovereto) |

|                                   |           |                                |
| Russotto 51’ Germinale 70’ (rig.) | Marcatori | 42’ Nicastro 90+3’ Fischnaller |

| Arbitro: | Gualtieri (Asti) |

|                                                |           |  |
| Celiento 56’ Tascone 60’ Nicastro 90+3’ (rig.) | Marcatori |  |

| Vibo Valentia 24 novembre 2019, ore CET 16ª giornata | Vibonese        | 0 – 0 | Catanzaro | Stadio Luigi Razza\| Arbitro: \| Ricci (Firenze) \| |
| Arbitro:                                             | Ricci (Firenze) |       |           |                                                     |

| Arbitro: | Meraviglia (Pistoia) |

|              |           |                                                    |
| Celiento 54’ | Marcatori | 17’ Palumbo 87’ (aut.) L. Martinelli 90+3’ Paghera |

| Arbitro: | Gariglio (Pinerolo) |

|            |           |             |
| Mattia 29’ | Marcatori | 55’ Tascone |

| Arbitro: | Panettella (Bari) |

|                     |           |  |
| L. Martinelli 90+2’ | Marcatori |  |

#### Girone di ritorno
| Arbitro: | Rutella (Enna) |

|             |           |  |
| Bombagi 43’ | Marcatori |  |

| Arbitro: | Maranesi (Ciampino) |

|                            |           |            |
| Nicoletti 44’ Giannone 57’ | Marcatori | 60’ Ebagua |

| Arbitro: | Marchetti (Ostia Lido) |

|                |           |                         |
| Fishnaller 31’ | Marcatori | 81’ Fella 90+3’ Cuppone |

| Arbitro: | N. Marini (Trieste) |

|            |           |                      |
| Grillo 75’ | Marcatori | 14’ Riggio 41’ Tulli |

| Arbitro: | Cascone (Nocera Inferiore) |

|                                             |           |  |
| Tulli 25’, 63’ Bianchimano 85’ Corapi 90+1’ | Marcatori |  |

| Arbitro: | Tremolada (Monza) |

|             |           |                                           |
| Persano 70’ | Marcatori | 18’ Tulli 24’, 52’ Di Piazza 83’ Giannone |

| Arbitro: | Ricci (Firenze) |

|           |           |                   |
| Tulli 35’ | Marcatori | 13’ (aut.) Casoli |

| Arbitro: | D'Ascanio (Ancona) |

|                                         |           |  |
| Vázquez 24’ Di Cosmo 37’ Perez 60’, 62’ | Marcatori |  |

| Arbitro: | Marcenaro (Genova) |

|  |           |           |
|  | Marcatori | 61’ Rivas |

| Arbitro: | Zufferli (Udine) |

|                             |           |  |
| Giosa 25’ França 40’ (rig.) | Marcatori |  |

| Arbitro: | Garofalo (Torre del Greco) |

|             |           |              |
| Kanoute 52’ | Marcatori | 1’ Antenucci |

| Rende 15 marzo 2020, ore CET 31ª giornata | Rende | – | Catanzaro | Marco Lorenzon |

| Avellino 22 marzo 2020, ore CET 32ª giornata | Avellino | – | Catanzaro | Partenio |

| Catanzaro 25 marzo 2020, ore CET 33ª giornata | Catanzaro | – | Cavese | Nicola Ceravolo |

| Catania 29 marzo 2020, ore CET 34ª giornata | Catania | – | Catanzaro | Angelo Massimino |

| Catanzaro 5 aprile 2020, ore CET 35ª giornata | Catanzaro | – | Vibonese | Nicola Ceravolo |

| Terni 11 aprile 2020, ore CEST 36ª giornata | Ternana | – | Catanzaro | Libero Liberati |

| Catanzaro 19 aprile 2020, ore CEST 37ª giornata | Catanzaro | – | Paganese | Nicola Ceravolo |

| Potenza 26 aprile 2020, ore CEST 38ª giornata | AZ Picerno | – | Catanzaro | Alfredo Viviani |

#### Playoff
| Catanzaro 30 giugno 2020, ore 20:30 CEST Primo turno | Catanzaro         | 0 – 0 | Teramo | Stadio Nicola Ceravolo\| Arbitro: \| De Santis (Lecce) \| |
| Arbitro:                                             | De Santis (Lecce) |       |        |                                                           |

| Arbitro: | Santoro (Messina) |

|            |           |          |
| Murano 21’ | Marcatori | 95’ Urso |

### Coppa Italia
| Arbitro: | Panettella (Bari) |

|                                            |           |               |
| Calì 48’ Nicastro 90+4’ (109) Kanoute 104’ | Marcatori | 79’ Cavallini |

| Arbitro: | Massimi (Termoli) |

|                              |           |            |
| Kiyine 22’ Giannetti 45’ 73’ | Marcatori | 79’ Mangni |

### Coppa Italia Serie C
| Arbitro: | Acanfora (Castellammare di Stabia) |

|                              |           |  |
| Fischnaller 49’ Giannone 75’ | Marcatori |  |

| Arbitro: | Natilla (Molfetta) |

|                     |           |  |
| Fischnaller 5’, 10’ | Marcatori |  |

| Arbitro: | G. Miele (Nola) |

|  |           |               |
|  | Marcatori | 76’ Biagianti |

## Statistiche

### Statistiche di squadra
Statistiche aggiornate al 1º dicembre 2019
| Competizione         | Punti         | In casa | In casa | In casa | In casa | In casa | In casa | In trasferta | In trasferta | In trasferta | In trasferta | In trasferta | In trasferta | Totale | Totale | Totale | Totale | Totale | Totale | DR |
| Competizione         | Punti         | G       | V       | N       | P       | Gf      | Gs      | G            | V            | N            | P            | Gf           | Gs           | G      | V      | N      | P      | Gf     | Gs     | DR |
| -------------------- | ------------- | ------- | ------- | ------- | ------- | ------- | ------- | ------------ | ------------ | ------------ | ------------ | ------------ | ------------ | ------ | ------ | ------ | ------ | ------ | ------ | -- |
| Serie C              | 24            | 9       | 6       | 1       | 2       | 18      | 10      | 7            | 1            | 2            | 6            | 10           | 8            | 16     | 7      | 3      | 6      | 24     | 20     | +4 |
| Coppa Italia         | Secondo Turno | 1       | 1       | 0       | 0       | 4       | 1       | 1            | 0            | 0            | 1            | 1            | 3            | 2      | 1      | 0      | 1      | 5      | 4      | +1 |
| Coppa Italia Serie C | -             | 2       | 2       | 0       | 0       | 4       | 0       | 0            | 0            | 0            | 0            | 0            | 0            | 2      | 2      | 0      | 0      | 4      | 0      | +4 |
| Totale               | 24            | 12      | 9       | 1       | 2       | 26      | 11      | 8            | 1            | 2            | 7            | 7            | 13           | 20     | 10     | 3      | 7      | 33     | 24     | +9 |

### Andamento in campionato
| Giornata  | 1 | 2 | 3 | 4 | 5 | 6 | 7 | 8 | 9 | 10 | 11 | 12 | 13 | 14 | 15 | 16     | 17 | 18 | 19 | 20 | 21 | 22 | 23 | 24 | 25 | 26 | 27 | 28 | 29 | 30 | 31 | 32 | 33 | 34 | 35 | 36 | 37 | 38 |
| --------- | - | - | - | - | - | - | - | - | - | -- | -- | -- | -- | -- | -- | ------ | -- | -- | -- | -- | -- | -- | -- | -- | -- | -- | -- | -- | -- | -- | -- | -- | -- | -- | -- | -- | -- | -- |
| Luogo     | C | T | T | C | T | C | T | C | T | C  | T  | C  | C  | T  | C  | T      | C  | T  | C  | T  | C  | C  | T  | C  | T  | C  | T  | C  | T  | C  | T  | T  | C  | T  | C  | T  | C  | T  |
| Risultato | V | N | V | V | P | V | P | V | P | P  | P  | N  | V  | N  | V  | [ 39 ] | V  |    |    |    |    |    |    |    |    |    |    |    |    |    |    |    |    |    |    |    |    |    |
| Posizione | 4 | 6 | 4 | 1 | 4 | 1 | 4 | 4 | 6 | 7  | 9  | 9  | 8  | 7  | 6  |        | 6  |    |    |    |    |    |    |    |    |    |    |    |    |    |    |    |    |    |    |    |    |    |

Fonte:  Serie C - Girone C, su calcio.com.
Legenda:

Luogo: C = Casa; T = Trasferta. Risultato: V = Vittoria; N = Pareggio; P = Sconfitta.

### Statistiche dei giocatori
In corsivo i giocatori ceduti nel mercato di gennaio.
| Giocatore      | Serie C  | Serie C | Serie C     | Serie C    | Coppa Italia | Coppa Italia | Coppa Italia | Coppa Italia | Coppa Italia Serie C | Coppa Italia Serie C | Coppa Italia Serie C | Coppa Italia Serie C | Totale   | Totale | Totale      | Totale     |
| Giocatore      | Presenze | Reti    | Ammonizioni | Espulsioni | Presenze     | Reti         | Ammonizioni  | Espulsioni   | Presenze             | Reti                 | Ammonizioni          | Espulsioni           | Presenze | Reti   | Ammonizioni | Espulsioni |
| -------------- | -------- | ------- | ----------- | ---------- | ------------ | ------------ | ------------ | ------------ | -------------------- | -------------------- | -------------------- | -------------------- | -------- | ------ | ----------- | ---------- |
| M. Adamonis    | 0        | 0       | 0           | 0          | 2            | -4           | 0            | 0            | 0                    | 0                    | 0                    | 0                    | 2        | -4     | 0           | 0          |
| B.J. Bayeye    | 0        | 0       | 0           | 0          | 0            | 0            | 0            | 0            | 0                    | 0                    | 0                    | 0                    | 0        | 0      | 0           | 0          |
| A. Bianchimano | 7        | 3       | 0           | 0          | 0            | 0            | 0            | 0            | 0                    | 0                    | 0                    | 0                    | 7        | 3      | 0           | 0          |
| A. Calì        | 4        | 0       | 0           | 0          | 1            | 1            | 0            | 0            | 0                    | 0                    | 0                    | 0                    | 5        | 1      | 0           | 0          |
| G. Casoli      | 11       | 1       | 3           | 0          | 2            | 0            | 1            | 0            | 0                    | 0                    | 0                    | 0                    | 13       | 1      | 4           | 0          |
| D. Celiento    | 10       | 0       | 2           | 0          | 2            | 0            | 0            | 0            | 0                    | 0                    | 0                    | 0                    | 12       | 0      | 2           | 0          |
| C. De Risio    | 6        | 1       | 3           | 0          | 2            | 0            | 0            | 0            | 0                    | 0                    | 0                    | 0                    | 8        | 1      | 3           | 0          |
| R. Di Gennaro  | 11       | -13     | 0           | 0          | 0            | 0            | 0            | 0            | 0                    | 0                    | 0                    | 0                    | 11       | -13    | 0           | 0          |
| L. Di Livio    | 9        | 1       | 3           | 0          | 2            | 0            | 0            | 0            | 0                    | 0                    | 0                    | 0                    | 11       | 1      | 3           | 0          |
| E. Elizalde    | 3        | 0       | 1           | 0          | 0            | 0            | 0            | 0            | 0                    | 0                    | 0                    | 0                    | 3        | 0      | 1           | 0          |
| A. Favalli     | 3        | 0       | 1           | 0          | 0            | 0            | 0            | 0            | 0                    | 0                    | 0                    | 0                    | 3        | 0      | 1           | 0          |
| G. Figliomeni  | 5        | 0       | 0           | 0          | 1            | 0            | 0            | 0            | 0                    | 0                    | 0                    | 0                    | 6        | 0      | 0           | 0          |
| M. Fischnaller | 10       | 2       | 0           | 0          | 0            | 0            | 0            | 0            | 0                    | 0                    | 0                    | 0                    | 10       | 2      | 0           | 0          |
| L. Giannone    | 9        | 1       | 0           | 0          | 1            | 0            | 1            | 0            | 0                    | 0                    | 0                    | 0                    | 10       | 1      | 1           | 0          |
| M. Kanoute     | 11       | 3       | 1           | 0          | 2            | 1            | 1            | 0            | 0                    | 0                    | 0                    | 0                    | 13       | 4      | 2           | 0          |
| D. Mangni      | 6        | 0       | 0           | 0          | 1            | 1            | 0            | 0            | 0                    | 0                    | 0                    | 0                    | 7        | 1      | 0           | 0          |
| L. Martinelli  | 10       | 0       | 2           | 1          | 2            | 0            | 1            | 0            | 0                    | 0                    | 0                    | 0                    | 12       | 0      | 3           | 1          |
| M. Maita       | 11       | 0       | 3           | 0          | 0            | 0            | 0            | 0            | 0                    | 0                    | 0                    | 0                    | 11       | 0      | 3           | 0          |
| R. Mittica     | 0        | 0       | 0           | 0          | 0            | 0            | 0            | 0            | 0                    | 0                    | 0                    | 0                    | 0        | 0      | 0           | 0          |
| F. Nicastro    | 11       | 1       | 2           | 0          | 2            | 2            | 0            | 0            | 0                    | 0                    | 0                    | 0                    | 13       | 3      | 2           | 0          |
| M. Nicoletti   | 5        | 0       | 1           | 0          | 1            | 0            | 0            | 0            | 0                    | 0                    | 0                    | 0                    | 6        | 0      | 1           | 0          |
| G. Novello     | 0        | 0       | 0           | 0          | 0            | 0            | 0            | 0            | 0                    | 0                    | 0                    | 0                    | 0        | 0      | 0           | 0          |
| P. Pinna       | 0        | 0       | 0           | 0          | 1            | 0            | 1            | 0            | 0                    | 0                    | 0                    | 0                    | 1        | 0      | 1           | 0          |
| D. Quaranta    | 9        | 0       | 1           | 0          | 0            | 0            | 0            | 0            | 0                    | 0                    | 0                    | 0                    | 9        | 0      | 1           | 0          |
| C. Riggio      | 7        | 0       | 0           | 0          | 1            | 0            | 0            | 0            | 0                    | 0                    | 0                    | 0                    | 8        | 0      | 0           | 0          |
| A. Risolo      | 3        | 0       | 0           | 0          | 2            | 0            | 0            | 0            | 0                    | 0                    | 0                    | 0                    | 5        | 0      | 0           | 0          |
| A. Signorini   | 3        | 0       | 1           | 0          | 2            | 0            | 0            | 0            | 0                    | 0                    | 0                    | 0                    | 5        | 0      | 1           | 0          |
| G. Statella    | 8        | 0       | 0           | 0          | 0            | 0            | 0            | 0            | 0                    | 0                    | 0                    | 0                    | 8        | 0      | 0           | 0          |
| S. Tascone     | 1        | 0       | 0           | 0          | 0            | 0            | 0            | 0            | 0                    | 0                    | 0                    | 0                    | 1        | 0      | 0           | 0          |
| F. Urso        | 0        | 0       | 0           | 0          | 2            | 0            | 1            | 0            | 0                    | 0                    | 0                    | 0                    | 2        | 0      | 1           | 0          |

## Giovanili

### Organigramma
Area sportiva
- Responsabile Gestione Aziendale e Us Catanzaro Academy: Frank Mario Santacroce
- Responsabile Gestione Tecnica: Carmelo Moro

Area tecnica
Settore giovanile
- Berretti[43]
  - Allenatore: Francesco Galati
  - Preparatore atletico: Domenico Garcea
  - Preparatore dei portieri: Francesco Parrotta
- Under-17[44]
  - Allenatore: Giulio Spader
  - Preparatore dei portieri: Amedeo Amelio
  - Dirigente accompagnatore: Francesco Lamanna

- Under-15[45]
  - Allenatore: Giuseppe Teti
  - Preparatore atletico: Marco De Siena
  - Preparatore dei portieri: Giuseppe Cagliotti
  - Dirigente accompagnatore: Egidio Silipo
- Under-14[46]
  - Allenatore: Roberto Camerino
  - Preparatore atletico: Raffaele Talotta
  - Dirigente accompagnatore: Angelo Tavano